# Édifice de la Banque-de-Montréal (Drummondville)
L'édifice de la Banque-de-Montréal est un bâtiment de style Beaux-Arts situé sur la rue Heriot à Drummondville au Québec (Canada). Construit en 1912 pour la banque Molson, il a servi de succursale pour cette dernière et ensuite la banque de Montréal jusqu'en 1996. Il a été cité comme immeuble patrimonial par la ville de Drummondville en 2005.

## Histoire
La première banque à s'installer à Drummondville est la banque Jacques-Cartier en 1887. La banque Molson répond à l'appel de la Chambre de commerce de la ville pour ouvrir une succursale en 1906. Elle commence ses activités dans l'ancien bureau de poste. En 1908, elle déménage dans l'édifice Pelletier. En 1912, elle ses fait construire son propre édifice dans le style Beaux-Arts sur la rue Heriot. Comme pour la plupart des succursales des petites villes, la banque occupe le rez-de-chaussée et le second étage sert de résidence pour le gérant de cette dernière.
En 1924, la banque Molson est absorbée par la banque de Montréal. Cette dernière utilise le bâtiment jusqu'en 1996. L'édifice est cité comme immeuble patrimonial le 21 novembre 2005.